# Evgenij Malkin
Evgenij Vladimirovič Malkin (in russo Евгений Владимирович Малкин?, traslitterato anche Evgeni o Yevgeni Vladimirovich Malkin; Magnitogorsk, 31 luglio 1986) è un hockeista su ghiaccio russo.
Gioca nel ruolo di centro nella squadra NHL dei Pittsburgh Penguins. È noto anche con il soprannome di "Geno".
Scelto dai Penguins durante il Draft del 2004, la sua carriera nella NHL venne posticipata a causa di una disputa internazionale sul suo trasferimento dalla squadra russa Metallurg Magnitogorsk; nella stagione 2006-07 inizia a giocare a Pittsburgh e conquista il Calder Memorial Trophy come miglior rookie della stagione. Nella stagione successiva contribuì a portare i Penguins alla finale di Stanley Cup e si piazzò al secondo posto nella classifica dell'Hart Memorial Trophy.
Ma è nella stagione 2008-09 che Malkin esplode, vincendo l'Art Ross Trophy, il Conn Smythe Trophy e portando i Pittsburgh Penguins alla conquista dello loro terza Stanley Cup.
In campo internazionale, Malkin ha giocato per la Russia due campionati mondiali IIHF U18 e tre campionati mondiali IIHF U20, vincendo una medaglia d'oro, due d'argento e una di bronzo. Nel 2006, oltre ad una medaglia d'argento, venne nominato anche come MVP del torneo. Superati i venti anni, ha disputato tre campionati mondiali IIHF e un Winter Olympics, vincendo due medaglie di bronzo.
Suo padre e suo fratello hanno giocato nella squadra in cui lui è cresciuto il Metallurg Magnitogorsk.

## Gli esordi
Malkin esordice ad appena 17 anni nel 2003–2004 nel Metallurg Magnitogorsk sempre nel 2003 Malkin esordisce in nazionale con la Russia U-18 dove gioca con Alexander Ovechkin in quell'anno la nazionale vince la medaglia di bronzo.

## Il draft 2004 e l'arrivo in NHL
Dopo la sua stagione d'esordio Malkin è uno dei talenti più ricercati dalle squadre NHL lui si rende eleggibile per il draft dove viene scelto come secondo assoluto, dietro proprio al compagno di nazionale Alexander Ovechkin, dai Pittsburgh Penguins.
Peccato però che la IIHF gli impedì di andare in NHL rifiutando di ratificare l'accordo di trasferimento. Quindi Malkin dovette rimanere in Russia fino al termine del contratto.

## 2006-2007: la prima stagione
All'inizio della stagione 2006-2007 Malkin, con una serie di manovre legali, riuscì a liberarsi dal suo contratto e firmò per i Penguins. Nella sua prima partita NHL si scontrò con il compagno di squadra John LeClair slogandosi la spalla, questo infortunio lo costrinse a uno stop che non gli fece giocare le prime partite di Regular season. Il suo debutto avvenne il 18 ottobre contro i New Jersey Devils, in quella partita segnò il suo primo gol. L'inizio di Malkin fu straordinario, segnando sei gol nelle prime sei partite e fermandosi alla settima partita contro i San Jose Sharks.
Nella prima stagione, grazie all'apporto di Crosby, segnò 33 gol e portò a casa 85 punti vincendo il Calder Trophy come miglior esordiente della lega. I risultati di squadra furono molto buoni, infatti i Penguins tornarono ai Playoff dopo ben sei anni, grazie ai due fenomeni e al fresco rookie Jordan Staal altro talento strepitoso della squadra della Pennsylvania. Al primo turno i Penguins si trovarono contro una squadra molto forte che, in stagione, aveva concluso con gli stessi punti di Pittsburgh: gli Ottawa Senators. I Senators persero solo una gara sulle 5 giocate e si qualificarono per il turno successivo; per i Penguins, e per Malkin, quella fu la primissima esperienza utile ai Playoff, e grazie a quelle cinque partite capirono cosa c'era da cambiare l'anno dopo.

## 2007-2008
Nella seconda stagione Malkin realizza il suo primo Hat-trick contro i Toronto Maple Leafs il 3 gennaio 2008, e viene convocato per il suo primo All-Star Game, ad Atlanta, dove, nonostante la nomina di Eric Staal come miglior giocatore, Malkin gioca molto bene, mettendo a referto due assist per i compagni. Approfittando dell'infortunio di Sideny Crosby, il capitano della squadra, Malkin mette a segno la bellezza di 44 punti in 28 partite completando la stagione con 106 punti sei punti dietro Alexander Ovechkin per l'Art Ross Trophy.
I Penguins si qualificano ai Playoff per il secondo anno di seguito, ma questa volta andò diversamente, in primo luogo perché la posizione di classifica cambiò decisamente, infatti i Penguins arrivarono al secondo posto con 102 punti dietro solo a Montréal che ne aveva collezionati 104, in secondo luogo perché l'esperienza era maggiore, nel primo turno quindi la missione non era più difficile come quella dell'anno precedente, anche se la squadra da affrontare era sempre la stessa gli Ottawa Senators, ma decisamente indeboliti rispetto all'anno precedente. Infatti i Penguins rifilarono un cappotto agli avversari mandandoli a casa con estrema facilità, Malkin segnò anche un gol in gara-1 con due assist di aiuto nella vittoria della sua squadra per 4-0, in gara-2 mise a segno tre assist, e in gara-4 segnò un gol e grazie a quel gol fu eletto first star.
Sulla strada dei Penguins al secondo turno si pararono i New York Rangers che vennero asfaltati con un pesantissimo 4-1, Malkin, in una gara-3 dominata dai Rangers, ma vinta dai Penguins per 5-3, mise a segno due gol conditi da un assist venendo nominato prima star della partita, in gara-4 i Rangers vinsero 3-0 ma in gara-5 i Penguins passarono con un bel 3-2 in overtime grazie al gol di Malkin e del compagno Marián Hossa in finale di conference i Philadelphia Flyers furono, anch'essi spazzati via con un netto 4-1 nella serie, Malkin giocò bene, ma non troppo mettendo uno dei sei gol di gara-5 e tre punti in gara-1, in finale però contro i Detroit Red Wings, la squadra più forte della lega, i Penguins persero in sei partite, in una serie pressoché dominata dagli stessi Red Wings, Malkin però non sfigurò nel torneo mettendo a segno ventidue punti in venti partite, con dieci gol e dodici assist.

## La stagione dell'esplosione definitiva
Malkin nella stagione 2008-2009 esplode totalmente segna il suo punto numero 200 nella NHL con un assist a Crosby che segnò il suo gol numero 100 e il suo trecentesimo punto. 
Alla fine della stagione Malkin è il giocatore che ha segnato più punti, 113, e quindi vince l'Art Ross Trophy. dopo essere arrivato secondo l'anno precedente, diventando il secondo russo, dopo Ovechkin, e il quarto giocatore dei Penguins a ricevere questo riconoscimento, dopo Mario Lemieux Jaromír Jágr e Sidney Crosby. I Penguins però non impressionano troppo in stagione arrivando quarti e, quindi, si videro costretti ad affrontare la squadra con la quinta piazza, in quel caso i Philadelphia Flyers, che avevano finito la stagione con gli stessi punti dei Penguins 99. Pittsbourgh vinse la serie 4-2, con Malkin che si rese ottimo protagonista in gara-2 con 1 gol e 2 assist, di gara-3 con 2 gol e 2 assist e di gara-6 l'ultima della serie in cui fu eletto First Star.
Nel turno successivo la sfida più difficile dell'anno attendeva i Penguins, infatti i Washington Capitals con il miglior record dell'intera lega e uno dei giocatori migliori ovvero Alexander Ovechkin attendeva Pittsbourgh, nelle prime due gare Washington mise le cose in chiaro vincendo entrambe le partite, ma i Penguins reagirono, vincendo le successive tre partite, Washington pareggiò i conti in gara-6 ma i Penguins vinsero la bella per 6-2 al Verizon Center andando a vincere la serie, nella serie Malkin non impressionò, anche perché tutti gli occhi erano puntati sul confronto tra i due fenomeni Crosby da una parte e Ovechkin dall'altra. Nelle finali di Conference i Penguins passeggiarono sui Carolina Hurricanes per 4-0, Malkin impressionò in gara-2 con 4 punti, 3 gol e 1 assist, nella vittoria della sua squadra per 7-4 e in gara-3 con 5 punti, 2 gol e 3 assist. Il 12 giugno 2009 i Penguins vincono la Stanley Cup prendendosi la rivincita sui Detroit Red Wings andando a vincere a gara 7 per 2-1.
Malkin, con 36 punti(14 gol e 22 assist), è il capo classifica dei punti segnati e viene quindi nominato MVP dei Playoff vincendo il Conn Smythe Trophy fu il primo russo ad ottenere tale riconoscimento, nonché il secondo nella storia della squadra il primo è stato l'Hall of Famer e co-owner/president Mario Lemieux nel 1992.

## Le stagioni sciagurate 2010 e 2011
Nelle due stagioni sopracitate Malkin ebbe una buona stagione nella prima dove giocò, per un infortunio, solo 67 partite mettendo a segno 77 punti, una buona media, ma le sue performance non furono ai livelli dell'anno precedente, specialmente nei Playoff, dove i penguins furono l'unica testa di serie alta a passare il primo turno, vennero eliminati dai Montréal Canadiens e dal loro portiere, in forma strepitosa Jaroslav Halák, che, in quei Playoff salvò la squadra da una sicura eliminazione al primo turno giocando una strepitosa gara-7 contro Washington e in una serie giocata al massimo contro gli stessi Penguins, nella successiva stagione Malkin giocò a livelli medio bassi mettendo a referto solo 37 punti in 43 partite, il problema che lo ha perseguitato nella stagione precedente, però, si fece sentire anche in questa infatti un nuovo infortunio lo costrinse alla panchina per quasi un mese, il 5 febbraio 2011, il giorno del ritorno in campo dopo il primo infortunio, Malkin si infortunò nuovamente per un contrasto contro il giocatore dei Buffalo Sabres, Tyler Myers che chiuse ufficialmente la sua stagione.

## 2012: Geno is Back
Malkin si presenta in forma strepitosa al training camp della stagione 2012. Le scuse al GM dei Penguins hanno rappresentato un nuovo punto di partenza per il giocatore russo. La stagione regolare però parte al rilento con Malkin che salta anche qualche partita per il riacutizzarsi del problema che lo aveva tenuto fuori l'anno passato. Al suo ritorno ritrova anche i suoi livelli, con James Neal e Chris Kunitz forma una delle migliori linee offensive della NHL. I tre mettono insieme una quantità industriale di punti, con Neal, fino a quel momento considerato un giocatore molto talentuoso ma abbastanza mediocre, che va addirittura oltre il punto a partita. Malkin segna in questa stagione la bellezza di tre Hat Trick, rispettivamente contro Tampa Bay, Buffalo e di nuovo Tampa Bay, e, per la prima volta in carriera, segna cinquanta gol in una stagione. Segna inoltre, per ben quattro volte, cinque punti in una sola partita. Tutto ciò gli permette di chiudere la stagione con 109 punti (unico in tutta la lega oltre i 100 punti), grazie anche a lui i Penguins si qualificano ai Playoff, dove vengono subito sconfitti dai Flyers, con il quarto posto in Conference, nonostante il secondo miglior record ad Est. Vince inoltre il suo secondo titolo come miglior marcatore (Art Ross Trophy), interrompendo una rotazione di singoli vincitori che durava da ben dieci anni, da quando Jaromír Jágr, che guarda caso giocava anche lui nei Penguins, vinse il suo quarto trofeo di miglior marcatore consecutivo (stagione 2001-2002).

## Stagione 2012-13

### Metallurg Magnitogorsk
Dopo la decisione da parte della NHL e della NHLPA, di varare il lockout per la stagione 2012/13, Malkin fa ritorno in Russia alla squadra che lo aveva lanciato nel mondo dell'Hockey. Al Metallurg Magnitogorsk Malkin sceglie il numero che lo accompagna dal suo approdo in America, il 71, insieme a lui arriva anche l'ex giocatore dei Pittsburgh Penguins ed ex compagno di squadra, Sergei Gonchar. La scelta di giocare in Russia viene emulata anche da altri fenomeni del panorama Hockey, come Alexander Ovechkin, Ilya Kovalchuk e Pavel Datsyuk.

### Pittsburgh Penguins
Dopo un ottimo periodo al Metallurg, dove segna 62 punti in 36 partite, Malkin torna in America per l'inizio della stagione 2012/13. 

## Premi
- NHL Rookie of the Month - ottobre 2006[3], novembre 2006[4]
- Calder Memorial Trophy (NHL Rookie of the Year) - 2007
- Michel Briere Memorial Trophy (Pittsburgh Penguins Rookie of the Year) - 2007 (insieme a Jordan Staal)
- World Championships All-Star Team - 2007
- Pittsburgh Penguins Most Valuable Player - 2008, 2009
- NHL All-Star Game - 2008, 2009
- NHL First Star of the Month - febbraio 2008[5]
- NHL First All-Star Team - 2008, 2009
- Hart Memorial Trophy - 2012
- Art Ross Trophy - 2009, 2012
- Conn Smythe Trophy - 2009
- Ted Lindsay Award - 2012
- Vincitore della Stanley Cup - 2009

## Record
- Primo giocatore dalla stagione 1917-18 a segnare in ognuno dei suoi primi sei incontri nella NHL (record stabilito da Joe Malone, Newsy Lalonde e Cy Denneny nella prima stagione della NHL)[6]
- Maggior numero di punti per un giocatore russo nella NHL - 15 partite (sorpassa Dmitri Kvartalnov dei Boston Bruins - 14 partite nel 1992)[7]

## Carriera
| 2003-04    | Metallurg Magnitogorsk | RSL        | 34  | 3   | 9   | 12  | 12  | -- | -- | -- | -- | -- |
| 2004-05    | Metallurg Magnitogorsk | RSL        | 52  | 12  | 20  | 32  | 24  | 5  | 0  | 4  | 4  | 0  |
| 2005-06    | Metallurg Magnitogorsk | RSL        | 46  | 21  | 26  | 47  | 46  | 11 | 5  | 10 | 15 | 41 |
| 2006-07    | Pittsburgh Penguins    | NHL        | 78  | 33  | 52  | 85  | 80  | 5  | 0  | 4  | 4  | 8  |
| 2007-08    | Pittsburgh Penguins    | NHL        | 82  | 47  | 59  | 106 | 78  | 20 | 10 | 12 | 22 | 24 |
| 2008-09    | Pittsburgh Penguins    | NHL        | 82  | 35  | 78  | 113 | 80  | 24 | 14 | 22 | 36 | 51 |
| 2009-10    | Pittsburgh Penguins    | NHL        | 67  | 28  | 49  | 77  | 100 | 13 | 5  | 6  | 11 | 6  |
| 2010-11    | Pittsburgh Penguins    | NHL        | 43  | 15  | 22  | 37  | 18  | -- | -- | -- | -- | -- |
| 2011-12    | Pittsburgh Penguins    | NHL        | 75  | 50  | 59  | 109 | 70  | 6  | 3  | 5  | 8  | 6  |
| Totali RSL | Totali RSL             | Totali RSL | 136 | 36  | 55  | 91  | 82  | 16 | 5  | 14 | 19 | 41 |
| Totali NHL | Totali NHL             | Totali NHL | 427 | 208 | 319 | 527 | 426 | 68 | 32 | 49 | 81 | 95 |

## Carriera internazionale
Ha giocato per la Russia in:
- 2003 Campionato del mondo junior U18
- 2004 Campionato del mondo junior
- 2004 Campionato del mondo junior U18
- 2005 Campionato del mondo junior
- 2005 Campionato del mondo
- 2006 Campionato del mondo junior
- 2006 Campionato del mondo
- 2006 XX Giochi olimpici invernali
- 2007 Campionato del mondo
- 2010 XXI Giochi olimpici invernali
- 2010 Campionato del mondo
- 2012 Campionato del mondo

Statistiche internazionali
| Anno                         | Squadra                      | Evento                       |    | PG | G  | A  | Pt | PIM |
| ---------------------------- | ---------------------------- | ---------------------------- | -- | -- | -- | -- | -- | --- |
| 2003                         | Russia                       | U18                          | 6  | 5  | 4  | 9  | 2  |     |
| 2004                         | Russia                       | CMJ                          | 6  | 1  | 4  | 5  | 0  |     |
| 2004                         | Russia                       | U18                          | 6  | 4  | 4  | 8  | 31 |     |
| 2005                         | Russia                       | CMJ                          | 6  | 3  | 7  | 10 | 16 |     |
| 2005                         | Russia                       | CM                           | 9  | 0  | 4  | 4  | 8  |     |
| 2006                         | Russia                       | CM                           | 7  | 3  | 6  | 9  | 6  |     |
| 2006                         | Russia                       | Ol                           | 7  | 2  | 4  | 6  | 31 |     |
| 2007                         | Russia                       | CM                           | 9  | 5  | 5  | 10 | 6  |     |
| 2010                         | Russia                       | Ol                           | 4  | 3  | 3  | 6  | 0  |     |
| 2010                         | Russia                       | CM                           | 5  | 5  | 2  | 7  | 10 |     |
| 2012                         | Russia                       | CM                           | 7  | 7  | 8  | 15 | 4  |     |
| Totali Senior internazionali | Totali Senior internazionali | Totali Senior internazionali | 48 | 25 | 32 | 57 | 65 |     |